# Municipio de Guthrie (Misuri)
El municipio de Guthrie (en inglés: Guthrie Township) es un municipio ubicado en el condado de Callaway en el estado estadounidense de Misuri. En el año 2010 tenía una población de 604 habitantes y una densidad poblacional de 11,87 personas por km².

## Geografía
El municipio de Guthrie se encuentra ubicado en las coordenadas 38°45′54″N 92°6′39″O / 38.76500, -92.11083. Según la Oficina del Censo de los Estados Unidos, el municipio tiene una superficie total de 50.9 km², de la cual 50,5 km² corresponden a tierra firme y (0,78 %) 0,4 km² es agua.

## Demografía
Según el censo de 2010, había 604 personas residiendo en el municipio de Guthrie. La densidad de población era de 11,87 hab./km². De los 604 habitantes, el municipio de Guthrie estaba compuesto por el 98,01 % blancos, el 0,83 % eran afroamericanos, el 0,17 % eran amerindios, el 0,5 % eran de otras razas y el 0,5 % eran de una mezcla de razas. Del total de la población el 0,33 % eran hispanos o latinos de cualquier raza.